# Jan Roodzant
Jan Roodzant (né le 6 janvier 1984 à Ede (Pays-Bas)) est un nageur arubais. Il a nagé pour Aruba aux Jeux olympiques de 2008, aux Championnats du monde de natation de 2007 et aux Jeux d'Amérique centrale et des Caraïbes de 2006.